# 圣乔治马焦雷 (莫奈)

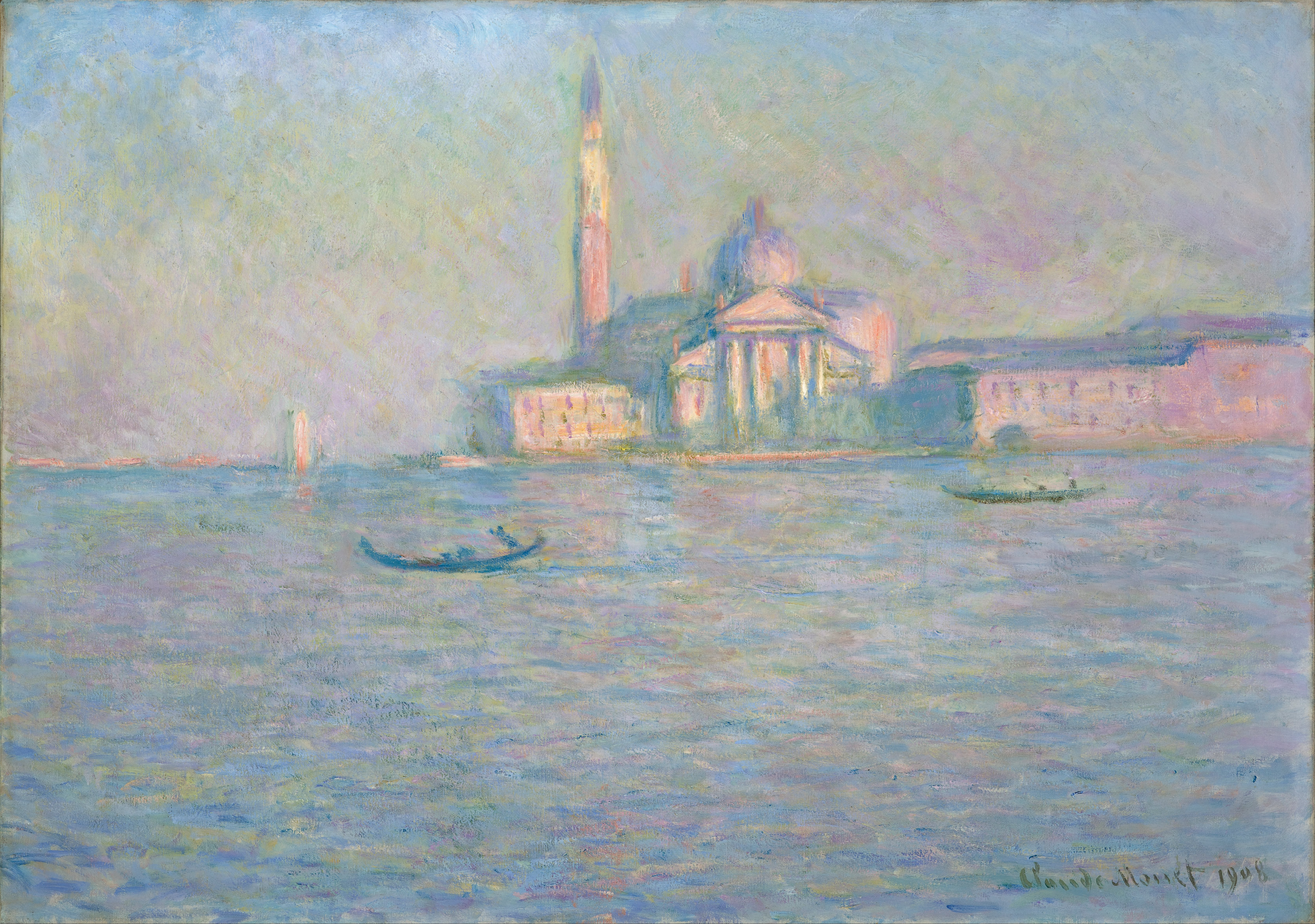
圣乔治马焦雷，印第安納波利斯藝術博物館

1908年，在威尼斯，克劳德·莫奈画了关于圣乔治马焦雷岛屿-圣殿的系列画作。这是画家唯一一次到访威尼斯。其中最著名的一幅作品是《黄昏的圣乔治马焦雷》, 有两个版本。
莫奈在法国的家中完成了关于威尼斯的画作。 1912年在巴黎展出。买家包括威尔士收藏家格温多林·戴维斯（Gwendoline Davies），他购买了三幅画。
2016年7月，瑞士官员代表美国当局查封了莫奈的一幅画作《圣乔治马焦雷》，其所有者刘特佐从一個馬來西亞發展有限公司挪用政府投资基金。他以3500万美元买下了这幅画。

## 各版本
| 画作                     | 年份 | 编号     | 博物馆                   | 图片 |
| ------------------------ | ---- | -------- | ------------------------ | ---- |
| 圣乔治马焦雷             | 1908 | (W.1746) |                          |      |
| 圣乔治马焦雷             | 1908 | (W.1747) | 威爾斯國家博物館         |      |
| 圣乔治马焦雷             | 1908 | (W.1748) |                          |      |
| 圣乔治马焦雷             | 1908 | (W.1749) | 印第安納波利斯藝術博物館 |      |
| 圣乔治马焦雷 by twilight | 1908 | (W.1750) |                          |      |

2018年，伦敦国家美术馆在“莫奈与建筑”临时展览期间，在一个单独的房间里展出了九幅关于威尼斯的画作，其中包括三幅系列画作《圣乔治马焦雷》。这非常罕见，因为没有一家博物馆拥有或展出超过两件永久藏品。
展出的三幅画分别是以下藏品：
- 未公开的私人收藏
- 印第安納波利斯藝術博物館
- 卡迪夫國家博物館

莫奈还以圣乔治马焦雷为视点，创作了《从圣乔治马焦雷看到的总督宫》。